# Der Wettbewerb
Der Wettbewerb ist ein österreichisch-deutscher Fernsehfilm von Michael Riebl aus dem Jahr 2011, der einen Lebensabschnitt im Leben der Familie Fischbach beleuchtet. In den Hauptrollen agieren Harald Krassnitzer, Ann-Kathrin Kramer, Julia Cencig und Cornelius Obonya, in tragenden Rollen Mira Ulz, Anais Manon Mazic, Valentin Hütter, Bibiana Zeller und Hans-Michael Rehberg.
Beim ORF hieß es: „Ein ungleiches Brüderpaar liefert sich einen Wettkampf der besonderen Art. Regisseur Michael Riebl hat für seine Komödie eine Schar österreichischer Publikumslieblinge vor die Kamera geholt.“

## Handlung
Der in Wien lebende Hubert Fischbach ist zufrieden mit seinem Leben, er versteht sich gut mit seiner Frau Henni und auch seine Kinder Alina, zehn Jahre alt, und Theo, acht Jahre alt, machen so gut wie keine Probleme. Er arbeitet als Manager in einem Energiekonzern, wo sich gerade eine neue Chance für ihn auftut. Ein Wermutstropfen für Hubert ist, dass sein Vater, ein pensionierter General, weder in der Vergangenheit noch in der Gegenwart Huberts Leistungen anerkennt, für ihn war und ist es niemals genug. Es war schon immer so, dass er Huberts Bruder Viktor den Vorzug gegeben hat. Die Brüder leben sozusagen Wand an Wand jeweils in einer Doppelhaushälfte, die ihnen ihr Vater geschenkt hat. Ansonsten gibt es wenig, was sie gemein haben. Für Viktor ist Hubert ein Aufsteiger auf Erfolgskurs, der noch dazu einen luxuriösen Geländewagen fährt, für Hubert ist Viktor ein kleiner Kaufmann mit Bioladen und Elektrofahrrad. Sticheleien zwischen den Brüdern sind an der Tagesordnung.
Als beide Brüder beschließen, wobei Hubert allerdings erst von seinen Kindern überredet werden muss, an einem Öko-Wettbewerb teilzunehmen, ist Ärger vorprogrammiert. Im Gegensatz dazu war für Viktor von Anfang an klar, dass er teilnimmt, da er davon überzeugt ist, dass ihm der Sieg kaum zu nehmen ist. Das Auswahlverfahren ist streng und wird genauestens überwacht. Es soll festgestellt werden, welche Familie in der Gemeinde den kleinsten, ökologischen Fußabdruck hinterlässt. Viktor, seine Frau Margit und ihre zwölfjährige Tochter Viktoria leben seit Jahren äußerst umweltbewusst.
Hubert ist so geartet, dass er einen Wettbewerb, an dem er teilnimmt, auch gewinnen will. Verlieren und dann vielleicht sogar gegen seinen jüngeren Bruder ist für ihn keine Option. Die ersten Gehversuche Huberts im Ökobereich werden von Viktor noch milde belächelt, mit zunehmender Dauer wird sein Lächeln jedoch immer gequälter. Der Kampf zwischen den Brüdern entwickelt sich in eine Richtung, die von deren Frauen mit Sorge betrachtet wird. Zumal auch die Kinder unter dem Verhalten ihrer Väter zu leiden haben, je mehr der Wettbewerb voranschreitet. Die Brüder sind jedoch so gefangen in dem Bewusstsein, den jeweils anderen besiegen zu müssen, dass sie auch vor körperlichen Angriffen nicht zurückschrecken. Nachdem Henni und Margit mit ihren Kindern ihre Männer und ihr Heim verlassen haben, kommt es nach besonders perfiden Aktionen zumindest zu einer kleinen Aussprache zwischen den Brüdern.
Dann ist der Tag da, an dem der Sieger des Klima-Wettbewerbs verkündet wird. Sowohl Hubert als auch Viktor entschuldigen sich öffentlich bei ihren Frauen und ihren Kindern. Sieger des Wettbewerbs wird keiner von ihnen. Henni und Margit bestehen jedoch darauf, dass sie erst einmal nachdenken müssten. Das Ergebnis ist, dass sie ihren Männern noch eine Chance geben wollen, die letzte. Hubert und Viktor haben allerdings auch noch eine Überraschung parat, sie wollen zusammen eine Firma gründen, einen Bio-Supermarkt. Viktor meint, dass sie das ganz groß in ganz Deutschland aufziehen wollen, und Hubert wirft ein, die Firma solle „Bio-Fischbach“ heißen, woraufhin Viktor ob dieses Namens das Gesicht verzieht, von Hubert aber belehrt wird, er habe schließlich Marketing studiert. Viktor beharrt trotzdem darauf, der Name sei Blödsinn, Huberts Bemerkung, da sei „Bio“, „Fisch“ und „Bach“ drin ignorierend. Und so geht es weiter, während Henni und Margit sich wissend und amüsiert zulächeln.

## Produktion, Veröffentlichung
Produziert wurde der Film von der Allegro Film. Die Dreharbeiten fanden im Zeitraum 5. April bis 4. Mai 2011 in Wien in Niederösterreich statt. Die Aufnahmeleitung lag bei Tini Wider, die Produktionsleitung bei Stephanie Wagner und die Herstellungsleitung bei Katharina Bogensberger. Die Redaktion für den ORF hatte Klaus Lintschinger inne, für den MDR Jana Brandt.
Der Film hatte am 28. Dezember 2011 Premiere im Programm des österreichischen Fernsehsenders ORF 2. Im Ersten war er erstmals am 18. April 2012 zu sehen.

## Rezeption

### Einschaltquote
Bei seiner Erstausstrahlung im Programm der ARD am 18. April 2012 zur Hauptsendezeit wurde der Film von 4,55 Millionen Zuschauern eingeschaltet. Der Marktanteil lag bei 14,5 Prozent.

### Kritik
Die Kritiker der Fernsehzeitschrift TV Spielfilm zeigten mit dem Daumen nach oben, gaben für Humor zwei und für Spannung einen von drei möglichen Punkten und kamen zu dem Ergebnis: „Auch wenn mehr satirischer Biss gutgetan hätte, ist’s ein charmanter Seitenhieb gegen engstirnige Überkorrektheit.“ Das Fazit lautete: „Alles bio oder was? Farce mit viel Schmäh“.
Tilmann P. Gangloff gab dem Film fünf von fünf möglichen Sternen und stellte auf der Seite Kino.de fest: „Das Ehepaar Krassnitzer/Kramer in einer vergnüglichen Öko-Komödie.“ Harald Krassnitzer verkörpere „wunderbar glaubwürdig und nachvollziehbar, wie sich der brave Hubert, liebender Ehemann, liebevoller Vater und gedankenloser Klimakiller, zum Öko-Despoten“ entwickele, „der seine Familie auch im Regen auf die Räder“ nötige. Cornelius Obonya spiele Huberts Bruder Victor „konsequent als unsympathischen Besserwisser“. […] „Mit großer Lust am boshaften Detail hetzen die Autorinnen Susanne Freund, Katarian Bali und Ines Häufler die beiden Brüder […] gegeneinander auf“, schrieb der Kritiker und weiter: „Regisseur Michi Riebl inszeniert diese österreichisch-deutsche Koproduktion mit großer Freude an Slapstick und Situationskomik, ohne das Geschehen dabei je zur Klamotte ausarten lassen. Außerdem verstehen es Buch und Regie sehr geschickt, eine Menge ökologisches Wissen ohne didaktischen Zeigefinger zu vermitteln.“ Abschließend stellte Gangloff fest: „Eine äußerst vergnügliche, klug erzählte und temporeich inszenierte Ökosatire.“
Volker Bergmeister gab dem Film auf der Seite tittelbach.tv 3½ von 6 möglichen Sternen und sah das weniger positiv als Gangloff: „Nach ORF-Aussage: ‚eine leichtfüßige Komödie über die Auswüchse des ökologischen Denkens‘. Wenn leicht für flach und füßig für tempoarm steht, dann trifft dies zu. Das Thema Umweltschutz hätte eine frischere Erzählform verdient. Und vom stimmig besetzten (Ösi-)Ensemble hätte man sich mehr Schmäh gewünscht!“ […] Bergmeister meinte in Richtung Regisseur Michi Riebl: „ein bisserl österreichischer Schmäh und ein stimmiges Ensemble mit rot-weiß-roten Theater- und TV-Lieblingen von Julia Cencig über Bibiana Zeller bis Cornelius Obonya machen allein noch keine pfiffige Komödie, da müssen die Figuren schon über allzu bekannte Klischees hinauskommen und die Dialoge pointierte Würze haben. So zeigt sich wieder einmal, dass in Filmen, wo MDR/ORF draufsteht, meist nicht mehr als nette Unterhaltung drin ist.“
Auch der Filmdienst zeigte sich angetan. Dort hieß es: „Vorzüglich besetzte (Fernseh-)Komödie um den Kampf zweier grundverschiedener Brüder, die nie gelernt haben, Frieden miteinander zu schließen. – Ab 14.“
Die Redaktion der Fernsehzeitschrift prisma gab dem Film drei von fünf möglichen Sternen und lobte, „die dritte Zusammenarbeit von Regisseur Michael Riebl und Harald Krassnitzer“ ergebe eine „muntere Familienkomödie mit ungewöhnlichen Wendungen zu einem Thema, das uns alle“ angehe: „unnötige Ressourcenverschwendung“. Der eine oder andere könne sich hier „bestimmt noch ein paar Tricks zum Thema ‚Energiesparen im Haushalt‘ abgucken“.